# 遠藤雄介
遠藤 雄介（えんどう ゆうすけ、1983年2月3日 - ）は、日本の男性元総合格闘家。静岡県富士宮市出身。総合格闘技 心技舘主宰。元修斗環太平洋ライト級王者。

## 来歴
7歳の頃より柔道を始めた。またサンボでは2001年と2002年に全日本サンボ選手権エスポワール（17-18歳）の部74kg級で2連覇を達成している。2003年には東日本アマチュア修斗選手権に出場、ウェルター級（-70kg）で準優勝を果たした。
2003年5月1日、DEMOLITIONでプロ総合格闘技デビュー。関直喜と1-1の判定ドローとなった。
2004年は修斗に初参戦し、新人王トーナメントに出場。1回戦では橋本平馬に、準決勝は服部謙一にそれぞれ判定勝ちを収めた。11月12日の決勝では内村世己のタックルを切り上のポジションからパウンドを浴びせ失神TKO勝ちを収め、ウェルター級新人王を獲得した。
2005年12月17日、天突頑丈と対戦し、判定負けを喫しプロ初黒星を喫した。
2006年4月1日、D.O.G. Vに参戦し吉田幸治と対戦。遠藤のリードで迎えた3R4分過ぎ、吉田が腕ひしぎ十字固めの体勢に入ったところで遠藤がタップしたと勘違いされ、誤って試合終了のブザーが鳴らされた。協議の結果、同じ体勢からの再開が不可能なため3R最初からやり直しとなり、ポジショニングに勝った遠藤が判定勝ちを収めた。7月21日の修斗ではクレイ・グイダと対戦、三角絞めの体勢で持ち上げられると腕ひしぎ十字固めに移行し一本勝ちを収めた。
2007年2月17日、天突頑丈と再戦、判定勝ちでリベンジを果たした。11月8日には中蔵隆志の持つ環太平洋ウェルター級王座に挑戦するも、序盤にフックでダウンを奪われ、その後も寝技で主導権を握られたまま試合終了、ジャッジ全員26-30という大差の判定負けで王座獲得に失敗した。
2008年7月18日、中蔵の世界王座戴冠により空位となった環太平洋ウェルター級王座を賭け冨樫健一郎と対戦し、冨樫の得意とする打撃をタックルで封じ判定勝ちを収め王座獲得に成功した。
2009年1月18日、修斗で朴光哲と対戦し、判定0-1で引き分けた。5月10日の修斗20周年記念大会では南米大陸ウェルター級王者のヴィリアミー・チケリムと対戦し、チケリムのフロントスリーパーホールドに1ラウンド5分ジャストでのギブアップ一本負けとなった。9月22日に環太平洋王座の初防衛戦で朴とリマッチを行い、スリーパーホールドで一本勝ちを収め初防衛に成功した。
2010年5月30日、修斗世界ウェルター級チャンピオンシップで王者ヴィラミー・シケリムに挑戦し、1-2の判定負けを喫し王座獲得に失敗した。
2010年9月6日、世界王座獲得に専念するため、環太平洋ウェルター級王座を返上した。
2011年1月10日、修斗で杉江"アマゾン"大輔と対戦し、2-0の判定勝ちを収めた。
2011年3月27日、所属するGOKITA GYMのオフィシャルブログにて、網膜剥離のため総合格闘技から引退することが発表された。

## 戦績

### 総合格闘技
| 総合格闘技 戦績 | 総合格闘技 戦績 | 総合格闘技 戦績 | 総合格闘技 戦績 | 総合格闘技 戦績 | 総合格闘技 戦績 | 総合格闘技 戦績 |
| --------------- | --------------- | --------------- | --------------- | --------------- | --------------- | --------------- |
| 20 試合         | (T)KO           | 一本            | 判定            | その他          | 引き分け        | 無効試合        |
| 14 勝           | 2               | 3               | 9               | 0               | 2               | 0               |
| 4 敗            | 0               | 1               | 3               | 0               | 2               | 0               |

| 勝敗 | 対戦相手               | 試合結果                           | 大会名                                                                                               | 開催年月日     |
| ○    | 杉江"アマゾン"大輔     | 5分3R終了 判定2-0                  | 修斗 SHOOTOR'S LEGACY 01                                                                             | 2011年1月10日  |
| ×    | ヴィラミー・シケリム   | 5分3R終了 判定1-2                  | 修斗 The Way of SHOOTO 03 〜Like a Tiger, Like a Dragon〜 【修斗世界ウェルター級チャンピオンシップ】 | 2010年5月30日  |
| ○    | 朴光哲                 | 1R 3:17 スリーパーホールド         | 修斗 REVOLUTIONARY EXCHANGES 2 【修斗環太平洋ウェルター級チャンピオンシップ】                        | 2009年9月22日  |
| ×    | ヴィリアミー・チケリム | 1R 5:00 フロントスリーパーホールド | "修斗伝承 ROAD TO 20th ANNIVERSARY FINAL"                                                            | 2009年5月10日  |
| △    | 朴光哲                 | 5分3R終了 判定0-1                  | "修斗伝承 05" ROAD TO 20th ANNIVERSARY                                                               | 2009年1月18日  |
| ○    | 冨樫健一郎             | 5分3R終了 判定3-0                  | "修斗伝承 02" ROAD TO 20th ANNIVERSARY 【修斗環太平洋ウェルター級王座決定戦】                        | 2008年7月18日  |
| ○    | ビンス・オーティズ     | 1R 3:34 スリーパーホールド         | "修斗伝承 01" ROAD TO 20th ANNIVERSARY                                                               | 2008年5月3日   |
| ×    | 中蔵隆志               | 5分3R終了 判定0-3                  | 修斗 BACK TO OUR ROOTS 06 【修斗環太平洋ウェルター級チャンピオンシップ】                             | 2007年11月8日  |
| ○    | 天突頑丈               | 5分3R終了 判定3-0                  | 修斗 BACK TO OUR ROOTS 01                                                                            | 2007年2月17日  |
| ○    | 風田陣                 | 5分3R終了 判定3-0                  | 修斗                                                                                                 | 2006年11月10日 |
| ○    | クレイ・グイダ         | 1R 2:47 腕ひしぎ十字固め           | 修斗                                                                                                 | 2006年7月21日  |
| ○    | 吉田幸治               | 5分3R終了 判定3-0                  | D.O.G V                                                                                              | 2006年4月1日   |
| ○    | ファン・ジュウドン     | 5分2R終了 判定3-0                  | MARS in 有明                                                                                         | 2006年2月4日   |
| ×    | 天突頑丈               | 5分3R終了 判定0-3                  | 修斗                                                                                                 | 2005年12月17日 |
| ○    | 岡田孔明               | 1R 1:04 KO（右フック）             | 修斗 下北沢修斗劇場 第10弾 〜本物は誰だ!〜                                                           | 2005年2月6日   |
| ○    | 内村世己               | 1R 1:42 TKO（パウンド）            | 修斗 WANNA SHOOTO 2004 【新人王トーナメント ウェルター級 決勝】                                      | 2004年11月12日 |
| ○    | 服部謙一               | 5分2R終了 判定3-0                  | 修斗 【新人王トーナメント ウェルター級 準決勝】                                                      | 2004年7月6日   |
| ○    | 橋本平馬               | 5分2R終了 判定3-0                  | 修斗 【新人王トーナメント ウェルター級 1回戦】                                                       | 2004年3月4日   |
| ○    | 大場裕司               | 5分2R終了 判定3-0                  | DEMOLITION                                                                                           | 2003年10月25日 |
| △    | 関直喜                 | 5分2R終了 判定1-1                  | DEMOLITION                                                                                           | 2003年5月1日   |

### グラップリング
| 勝敗 | 対戦相手 | 試合結果          | 大会名                                                           | 開催年月日    |
| ×    | 平田直樹 | 7分1R終了 判定0-3 | Level-G PRO 【Level-G PROライト級初代王者決定トーナメント1回戦】 | 2023年6月11日 |

## 獲得タイトル
- 全日本サンボ選手権エスポワールの部 74kg級 優勝（2001年）
- 全日本サンボ選手権エスポワールの部 74kg級 優勝（2002年）
- 東日本アマチュア修斗選手権ウェルター級 準優勝（2003年）
- 修斗ウェルター級新人王（2004年）
- 第4代修斗環太平洋ウェルター級王座（2008年）